# Biathlon aux Jeux olympiques de 2014 – Départ groupé femmes
Navigation
Vancouver 2010 Pyeongchang 2018
L'épreuve féminine du 12,5 km départ groupé (ou Mass start) aux Jeux olympiques d'hiver de 2014 a lieu le 17 février aux Jeux olympiques d'hiver de 2014 2014 à 19 heures (heure de Sotchi) au complexe de ski de fond et de biathlon Laura.
La Biélorusse Darya Domracheva, déjà deux fois médaillée d'or pendant ces Jeux, remporte l'épreuve devant la Tchèque Gabriela Soukalová et la Norvégienne Tiril Eckhoff.

## Médaillées
| Or                     | Argent                   | Bronze              |
| Darya Domracheva (BLR) | Gabriela Soukalová (CZE) | Tiril Eckhoff (NOR) |

## Résultats
| Rang                                | Dossard | Nom                          | Nationalité        | Pénalités (C+C+D+D) | Temps         | Retard        |
| ----------------------------------- | ------- | ---------------------------- | ------------------ | ------------------- | ------------- | ------------- |
| Médaille d'or, Jeux olympiques      | 2       | Darya Domracheva             | Biélorussie        | 1 (0+0+0+1)         | 35 min 25 s 6 |               |
| Médaille d'argent, Jeux olympiques  | 10      | Gabriela Soukalová           | République tchèque | 1 (0+0+0+1)         | 35 min 45 s 8 | +20 s 2       |
| Médaille de bronze, Jeux olympiques | 12      | Tiril Eckhoff                | Norvège            | 1 (0+1+0+0)         | 35 min 52 s 9 | +27 s 3       |
| 4                                   | 7       | Teja Gregorin                | Slovénie           | 0 (0+0+0+0)         | 36 min 05 s 0 | +39 s 4       |
| 5                                   | 19      | Monika Hojnisz               | Pologne            | 0 (0+0+0+0)         | 36 min 20 s 5 | +54 s 9       |
| 6                                   | 9       | Kaisa Mäkäräinen             | Finlande           | 2 (0+0+1+1)         | 36 min 27 s 1 | +1 min 01 s 5 |
| 7                                   | 21      | Olena Pidhrushna             | Ukraine            | 0 (0+0+0+0)         | 36 min 37 s 1 | +1 min 11 s 5 |
| 8                                   | 13      | Veronika Vítková             | République tchèque | 0 (0+0+0+0)         | 36 min 49 s 3 | +1 min 23 s 7 |
| 9                                   | 5       | Selina Gasparin              | Suisse             | 2 (0+1+1+0)         | 36 min 54 s 9 | +1 min 29 s 3 |
| 10                                  | 17      | Anaïs Bescond                | France             | 3 (0+0+3+0)         | 36 min 55 s 3 | +1 min 29 s 7 |
| 11                                  | 25      | Susan Dunklee                | États-Unis         | 3 (0+1+1+1)         | 36 min 57 s 9 | +1 min 32 s 3 |
| 12                                  | 11      | Valj Semerenko               | Ukraine            | 2 (0+0+2+0)         | 37 min 03 s 5 | +1 min 37 s 9 |
| 13                                  | 18      | Karin Oberhofer              | Italie             | 2 (0+0+1+1)         | 37 min 03 s 6 | +1 min 38 s 0 |
| 14                                  | 4       | Tora Berger                  | Norvège            | 2 (0+1+1+0)         | 37 min 07 s 8 | +1 min 42 s 2 |
| 15                                  | 8       | Nadezhda Skardino            | Biélorussie        | 2 (0+0+1+1)         | 37 min 08 s 0 | +1 min 42 s 4 |
| 16                                  | 6       | Vita Semerenko               | Ukraine            | 2 (0+0+2+0)         | 37 min 03 s 5 | +1 min 37 s 9 |
| 17                                  | 14      | Andrea Henkel                | Allemagne          | 1 (0+0+1+0)         | 37 min 19 s 2 | +1 min 53 s 6 |
| 18                                  | 29      | Krystyna Pałka               | Pologne            | 2 (1+0+1+0)         | 37 min 33 s 9 | +2 min 08 s 3 |
| 19                                  | 22      | Weronika Nowakowska-Ziemniak | Pologne            | 4 (1+0+2+1)         | 37 min 35 s 2 | +2 min 09 s 6 |
| 20                                  | 26      | Éva Tófalvi                  | Roumanie           | 2 (1+0+0+1)         | 37 min 50 s 9 | +2 min 25 s 3 |
| 21                                  | 3       | Olga Vilukhina               | Russie             | 2 (1+0+0+1)         | 38 min 05 s 3 | +2 min 39 s 7 |
| 22                                  | 16      | Juliya Dzhyma                | Ukraine            | 4 (0+0+2+2)         | 38 min 10 s 8 | +2 min 45 s 2 |
| DSQ                                 | 20      | Olga Zaïtseva                | Russie             | 1 (0+0+1+0)         | 38 min 14 s 2 | +2 min 48 s 6 |
| 23                                  | 28      | Ann Kristin Flatland         | Norvège            | 2 (0+1+1+0)         | 38 min 15 s 6 | +2 min 50 s 0 |
| 24                                  | 24      | Dorothea Wierer              | Italie             | 3 (1+2+0+0)         | 38 min 37 s 4 | +3 min 11 s 8 |
| 25                                  | 1       | Anastasiya Kuzmina           | Slovaquie          | 5 (0+2+2+1)         | 38 min 50 s 3 | +3 min 24 s 7 |
| 26                                  | 30      | Megan Imrie                  | Canada             | 5 (1+0+1+3)         | 38 min 59 s 0 | +3 min 33 s 4 |
| 27                                  | 15      | Franziska Hildebrand         | Allemagne          | 3 (1+0+1+1)         | 39 min 09 s 5 | +3 min 43 s 9 |
| DSQ                                 | 23      | Evi Sachenbacher-Stehle      | Allemagne          | 0 (0+0+0+0)         | 35 min 53 s 9 | +28 s 3       |
|                                     | 27      | Elisa Gasparin               | Suisse             | 1 (0+1)             | DNF           |               |